# Hochwildstelle
Hochwildstelle – szczyt w grupie Schladminger Tauern, w Niskich Taurach. Leży w Austrii, w Styrii. Na północnym wschodzie znajduje się Hochstein, na zachodzie Spateck i Grosser Knallstein, a na południu Shoneck i Preber.
Pierwszego wejścia, w 1801 r., dokonał M. Reiter.